# PubMed Central
PubMed Central là cơ sở dữ liệu thư mục chứa các tài liệu khoa học toàn văn viết về y sinh và khoa học sự sống. Cơ sở dữ liệu này phát triển dựa trên hệ thống tìm kiếm tài liệu y sinh PubMed Entrez trực tuyến. PubMed Central do Thư viện Quốc gia về Y học của Mỹ (NLM) phát triển như một nơi lưu trữ trực tuyến các bài viết khoa học trong lĩnh vực y sinh.
Tất cả các bài viết tại PubMed Central đều miễn phí với độc giả nhưng có nhiều điều khoản khác nhau nếu muốn sử dụng lại. Một số nhà xuất bản tham gia PubMed Central trì hoãn đăng tải bài viết trên PubMed Central trong một khoảng thời gian sau khi vừa ấn hành bản in bài viết đó (thường là khoảng sáu tháng).
Tính đến tháng 5 năm 2013, cơ sở dữ liệu có trên 2,7 triệu bài viết; mỗi năm lại tăng thêm cỡ 70.000 bài.